# Magdalena Rosina Funck
Magdalena Rosina Funck (getauft am 15. März 1672 in Nürnberg; gestorben nach dem 4. Dezember 1695) war eine deutsche Blumenmalerin aus der zweiten Hälfte des 17. Jahrhunderts.
Sie wurde geboren als viertes Kind des Christian Heuchelin.

## Werke

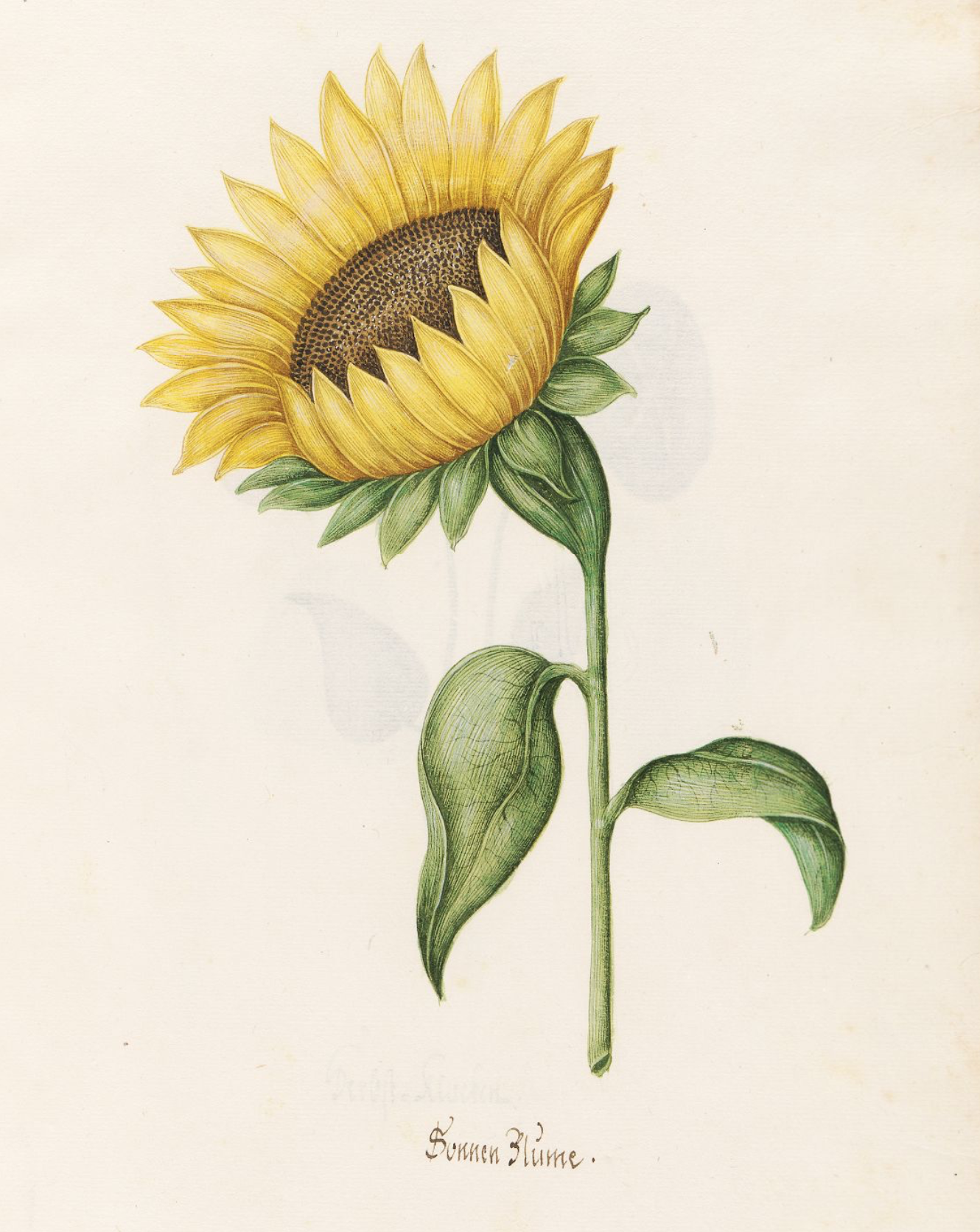
Sonnenblume gemalt von Magdalena Funck

Ein Album von Magdalena Rosina Funcks Aquarellen befindet sich in der Dumbarton Oaks Research Library, Washington (DC), USA. Ein weiteres Album mit 290 nahezu identischen Kopien vom Beginn des 18. Jahrhunderts befindet sich im Hunt Institute for Botanical Documentation, Carnegie Mellon University in Pittsburgh, Pennsylvania, USA.
Bücher wurden häufig kopiert, und viele Aquarelle wurden später in Bücher gebunden. Blumenbücher dienten häufig als Blumenkataloge für Eigentümer von Landgütern, die Pflanzen für ihre Gärten auswählen wollten. Die darin befindlichen Abbildungen stammten häufig von bekannten Künstlern. Abbildungen ihrer Aquarelle finden sich auch auf dem Götzendorf-Grabowski-Service, einem Porzellanservice der Königlich-Sächsischen Porzellan-Manufaktur Meißen aus dem Jahre 1742.